# Amtsgericht Brieg

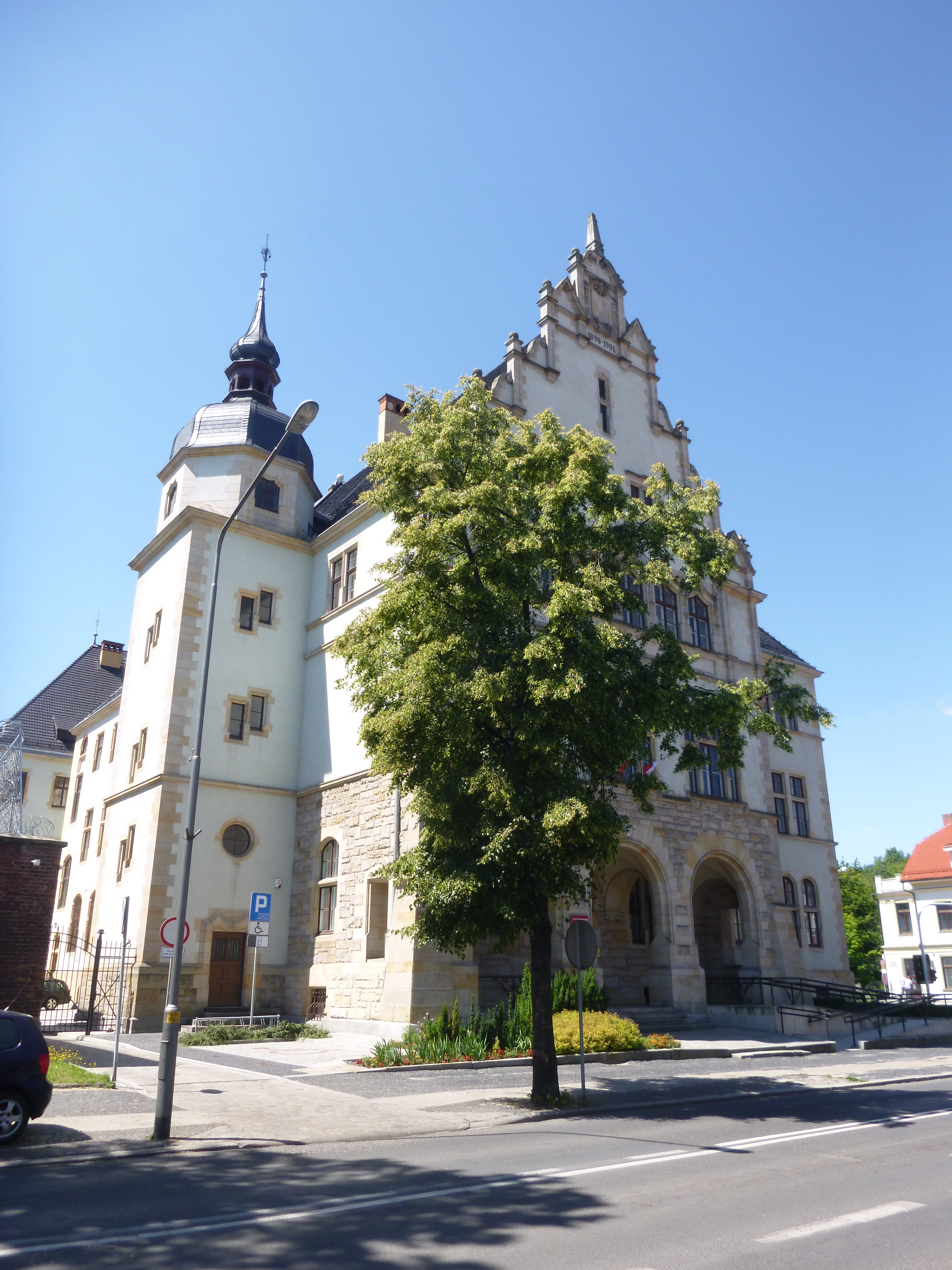
Amtsgerichtsgebäude

Das Amtsgericht Brieg war ein preußisches Amtsgericht mit Sitz in Brieg, Provinz Schlesien.

## Geschichte
In Brieg bestand von 1949 bis 1879 das Kreisgericht Brieg. Das königlich preußische Landgericht Brieg wurde mit Wirkung zum 1. Oktober 1879 als eines von sechs Amtsgerichten im Bezirk des Landgerichtes Brieg im Bezirk des Oberlandesgerichtes Breslau gebildet. Der Sitz des Gerichtes war Brieg. Sein Gerichtsbezirk umfasste den Kreis Brieg außer den Teilen, die dem Amtsgericht Löwen zugeordnet waren. Am Gericht bestanden 1880 vier Richterstellen. Das Amtsgericht war damit ein großes Amtsgericht im Landgerichtsbezirk.
Im Jahre 1945 wurden der Amtsgerichtsbezirk unter polnische Verwaltung gestellt und die deutschen Einwohner vertrieben. Damit endete auch die Geschichte des Amtsgerichtes Brieg. Heute besteht das polnische Sąd Rejonowy w Brzegu als Eingangsgericht.